# Grubenwasser

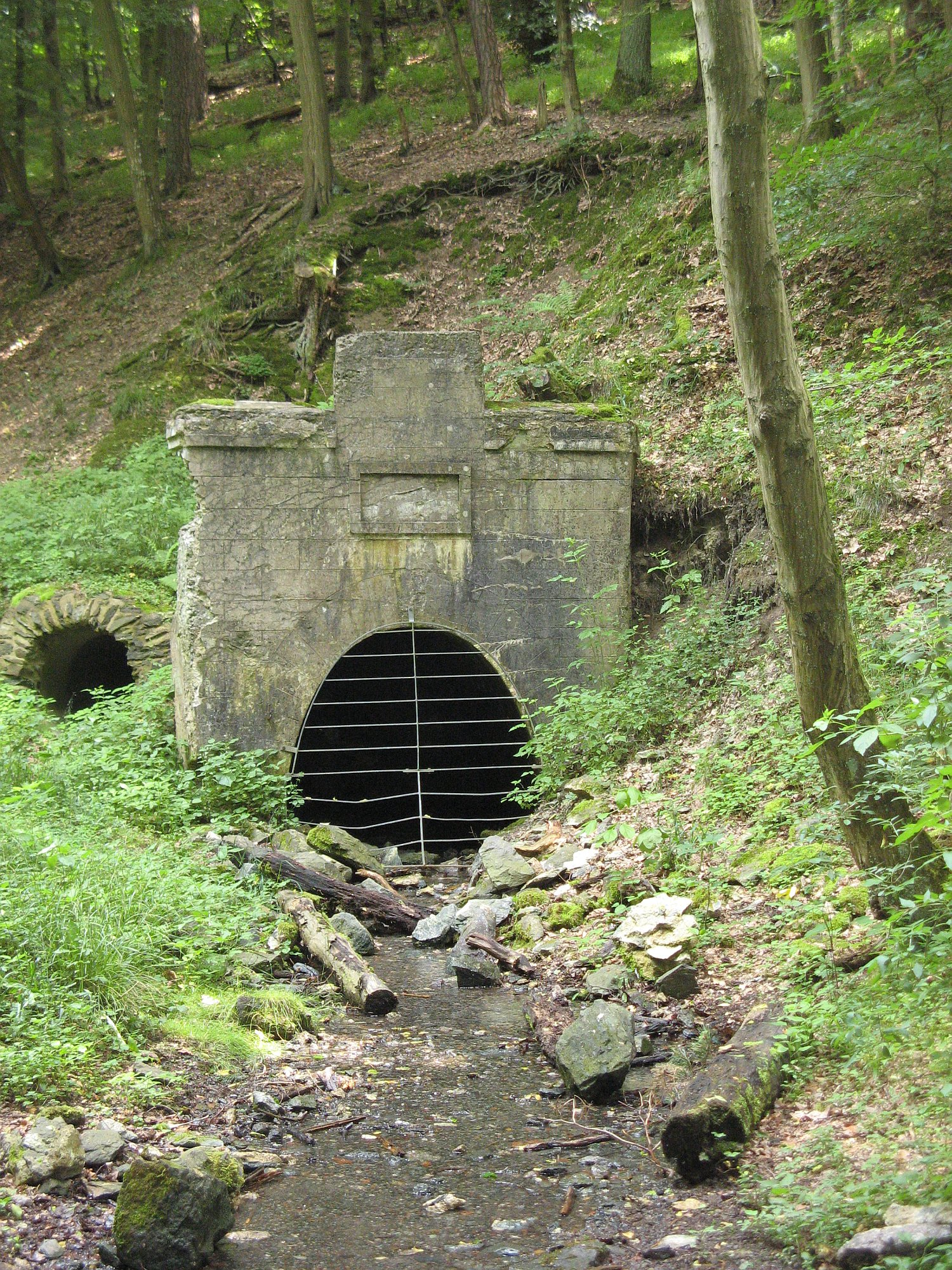
Mundloch des Wasserlösungsstollens Magnet bei Schupbach

Grubenwasser (auch Schachtwasser) ist alles Wasser, das mit Tief- und Tagebauen in Kontakt steht oder stand und durch die Wasserhaltung zu Tage gefördert wird. Das beim Braunkohlentagebau anfallende Wasser wird Sümpfungswasser genannt. Je nach Herkunft oder Verwendung kann es der jeweiligen natürlichen Grundwasserqualität entsprechen oder mit Schadstoffen kontaminiert sein.

## Entstehung
In Grubenbaue eindringendes Wasser wird in Tagwasser bzw. Tagewasser und Grundwasser unterschieden. Als Tagewasser bezeichnet man das Wasser, das sich nicht in einer wasserundurchlässigen Schicht staut, sondern von der Oberfläche aus durch Tagesöffnungen, Klüfte oder Brüche in die Grubenbaue eindringt.
Ein Teil der Niederschläge sickert durch den Erdboden in tiefere Erdschichten und reichert sich oberhalb wasserundurchlässiger Schichten als Grundwasser an. Man unterscheidet zwischen oberflächennahem und tiefem Grundwasser. Aufgrund der Erdschichten wird in mehreren Gebieten das oberflächennahe vom tieferen Grundwasser durch Grundwassergeringleiter hydraulisch wirksam voneinander getrennt. Grubenwasser ist hauptsächlich Grundwasser, das sich im Poren- und Kluftraum der Gesteine befindet und von dort aus in die Grubenbaue einsickert. Grundwasser braucht relativ lange, um größere Teufen zu erreichen. Im Einzugsgebiet des Burgfeyer Stollens des Mechernicher Bleierzbergbaureviers wurden für das Alter des Grundwassers (mittlere Verweilzeiten) mindestens drei Jahre, teilweise aber auch mehr als 100 Jahre ermittelt. Im Ruhrbergbau kamen noch weitere Grundwässer hinzu. Diese stammen nicht aus der Versickerung des jeweiligen Grubenfeldes, sondern fließen aus nördlichen Gebieten über große Querströmungen hinzu. Außerdem steigen thermale Tiefenwässer auf und vermischen sich mit den anderen Grubenwässern.

## Temperatur und Menge des Grubenwassers

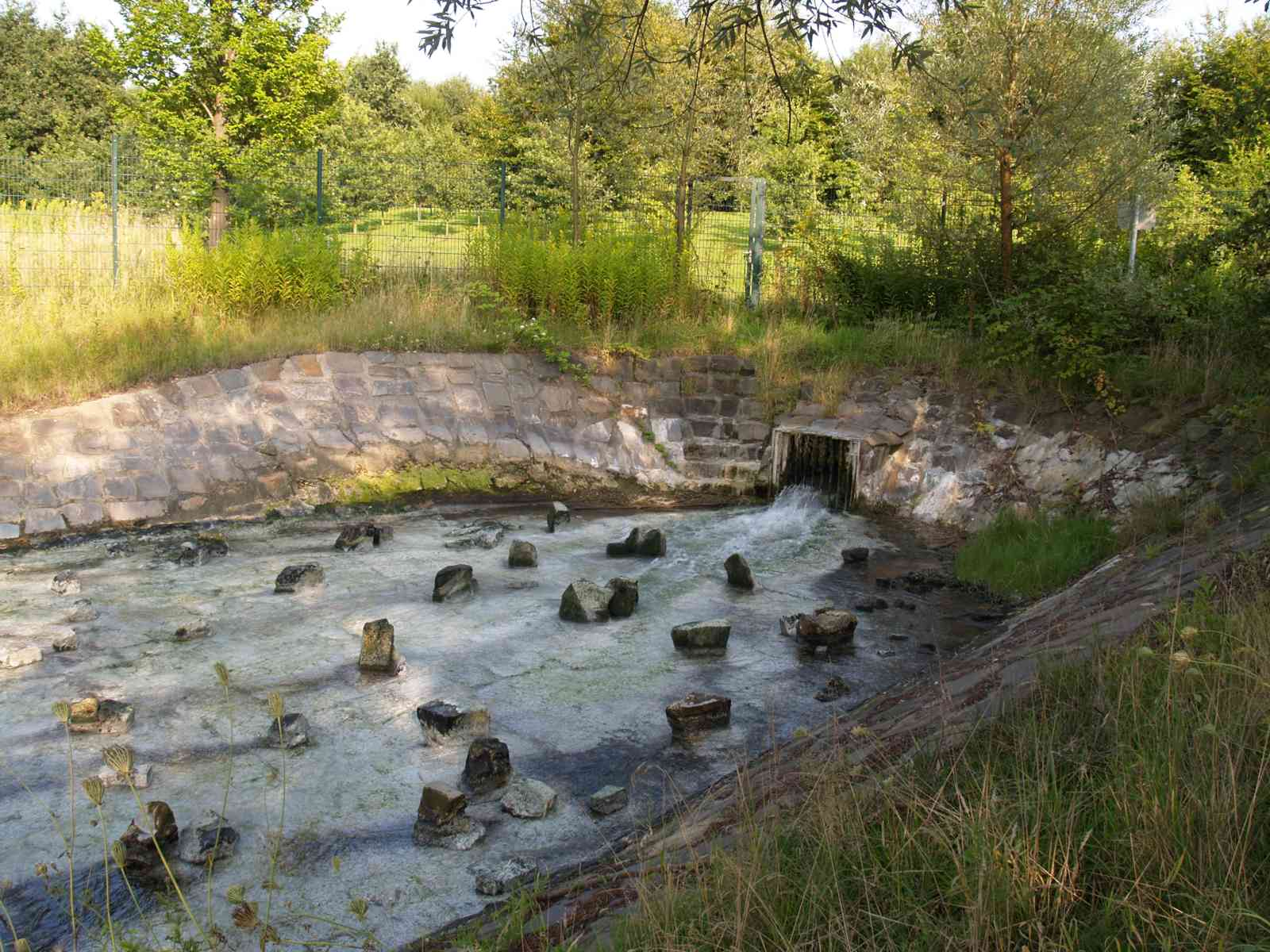
Weißgraue mineralische Ablagerungen im Grubenwasserauslauf der Zeche Robert Müser in die Werner Teiche in Bochum

Die Temperatur und Menge des Tagewassers unterliegt jahreszeitlichen Schwankungen. Im Sommer ist es wärmer, im Winter ist es kälter als das Gestein. Da das Grundwasser in größeren Tiefen vorkommt, sind seine Menge und Temperatur über das ganze Jahr hindurch ziemlich gleichbleibend. Die Temperatur des Grubenwassers steigt mit zunehmender Teufe entsprechend der geothermischen Tiefenstufe. Grubenwasser in 1000 Metern Teufe hat eine durchschnittliche Temperatur von 30 °C und erreichte im tiefsten Uranbergwerk Deutschlands (Bei Niederschlema / Alberoda im Erzgebirge) Durchschnittstemperaturen von bis zu 41 °C.
Die Menge des Grubenwassers in einem Bergwerk hängt von verschiedenen Faktoren ab. Zunächst einmal spielt die Oberflächenbeschaffenheit des Geländes eine große Rolle. Bei gebirgigem Gelände fließt das Niederschlagswasser schnell ins Tal und kann nicht so schnell in die Grubenbaue eindringen. Anders ist das bei Bergwerken, deren tiefste Sohle unterhalb der Taloberfläche liegt. Auch die Witterungsverhältnisse haben einen Einfluss auf die Menge des Grubenwassers. In Regionen mit geringen Niederschlagsmengen tritt in der Regel weniger Grubenwasser auf als in Regionen mit großer Niederschlagsmenge. Die Durchlässigkeit der an der Erdoberfläche auftretenden Gebirgsschichten wirkt sich auf die Grubenwassermenge aus, ebenso wie der Aufbau der tieferen Gebirgsschichten auf die Verteilung des Grundwassers. Die Menge des Grubenwassers nimmt in der Regel in größeren Teufen zu. Wie viel Grubenwasser jeweils anfällt, ist von Bergwerk zu Bergwerk unterschiedlich. Bei den meisten Bergwerken liegt der Zulauf bei einem Kubikmeter pro Minute. Es gibt aber auch Bergwerke, bei denen der Zulauf an Grubenwasser bis zu 10 m3 pro Minute beträgt. Beim Steinkohlenbergbau beträgt die durchschnittlich zu hebende Wassermenge aus einer Tiefe von 700 Metern etwa 2 m3 pro verwertbarer Tonne Steinkohle.

## Zusammensetzung, Schadstoffe

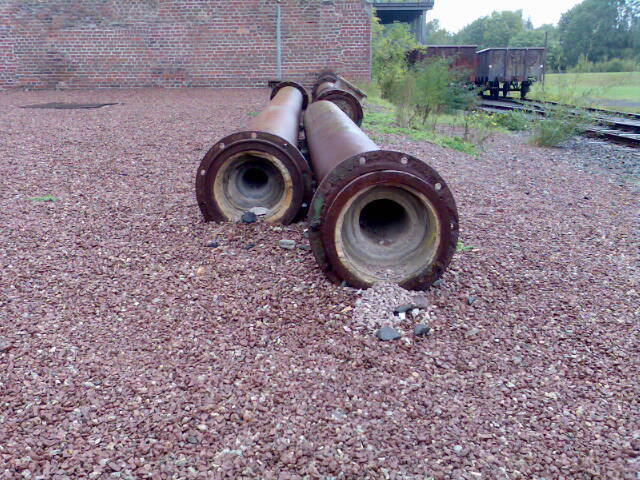
Durch Salzausfällungen aus Grubenwasser zugesetzte Rohrleitung auf Zeche Hannover

Das Grubenwasser ist oft eine Mischung verschiedener Wässer und besteht dadurch aus einem Gemisch von Süßwasser und Sole. Es weist, bedingt durch zahlreiche mineralische Stoffe im Erdinneren, meist einen eigenen Chemismus auf. Besonders dann, wenn die Oxidation von Pyrit, Schwefelkies, Kupferkies und ähnlichen Sulfiden zu saurem Grubenwasser führt (pH-Werte bis −3,6 sind bekannt), ist das Grubenwasser stark mineralisiert. Neben den gelösten Mineralien kann das Grubenwasser auch durch verfaulendes Grubenholz Schimmelpilze mit sich führen. Durch den Kontakt mit der Atmosphäre wird das Grubenwasser teilweise belüftet, was zu Reaktionen der im Wasser befindlichen Substanzen führen kann. Die zusätzlichen Bestandteile des Wassers sind je nach Bergwerk unterschiedlich:
- Bei Steinkohlenbergwerken enthält das Grubenwasser neben 4–6 Prozent Kochsalz auch Anteile von Nickelsulfat, Eisenoxide und Mangan.[5] Der Salzgehalt im Grubenwasser beträgt bei einigen Bergwerken bis zu 20 Prozent.[11] Eisen fällt in sauerstoffreichem Wasser in Form von Eisen(III)-oxidhydraten („Eisenocker“) aus, welche einen charakteristischen rotbraunen Niederschlag bilden. Je nach Gebirgsschicht kann das Grubenwasser entweder sulfathaltig oder chloridhaltig sein. Werden diese Grubenwässer miteinander vermischt, kommt es zur Ausfällung von Bariumsulfat. Bei dieser Ausfällung wird das in den Wässern enthaltene Radium mitgefällt.[17]

- Das Grubenwasser aus Braunkohlengruben enthält oft Anteile von Kalzium, Eisenoxydul, Zink, Magnesium, Natrium, Ammonium und Mangan. Ähnliche Zusammensetzungen finden sich auch oft im Grubenwasser von Silberbergwerken.[19]

- Das Grubenwasser von Uranbergwerken enthält unter bestimmten Bedingungen Spuren von Uran und Radium, das ist insbesondere bei gefluteten Grubenbauen der Fall.[20]

- Aber auch Schadstoffe, die durch den Produktionsprozess ins Grubenwasser gelangen, kommen darin vor. So setzte beispielsweise die RAG zwischen 1979 und 1984 PCB-haltiges Hydrauliköl in Bergwerken ein. Weniger als zehn Prozent davon wurden ordnungsgemäß entsorgt.[21] In Emscher und Ruhr wurde PCB an Stellen gefunden, an denen die RAG ihre Grubenwässer einleitet.[22]

## Eindringen ins Grubengebäude

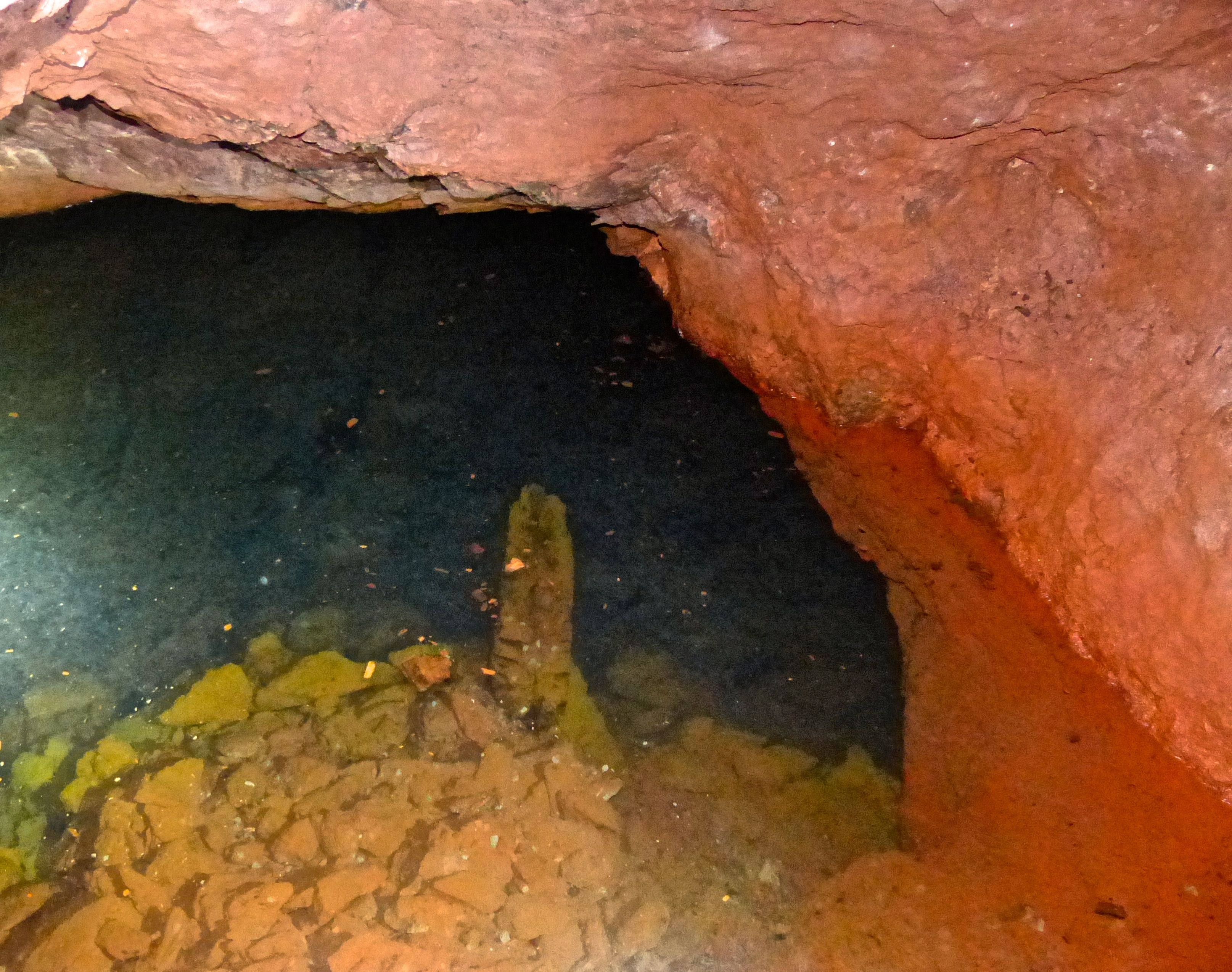
Abgesoffener Grubenbau im Philippstollen der Grube Eisenberg

Beim Durchfahren von wasserführenden Schichten dringt das Wasser durch Klüfte ins Grubengebäude. Von einem Wassereinbruch spricht man, wenn ein Bergwerk unerwartet von Wasser überflutet wird. Wird der Betrieb aufgegeben, spricht man von einer abgesoffenen Grube. Damit diese Gruben erneut zum Abbau von Rohstoffen genutzt werden können, müssen sie zuvor gesümpft werden. Beim untertägigen Abbau von Bodenschätzen setzt sich das Deckgebirge. Die über dem Abbaufeld liegenden Deckschichten werden aufgelockert und es bilden sich Spalte und Klüfte, durch die Grundwasser in das Grubengebäude einsickern kann. Beim Abteufen von Schächten werden wasserführende Schichten durchstoßen. Wenn die Schachtauskleidung an diesen Stellen nicht sorgfältig wasserdicht ausgeführt ist, dringt Wasser in den Schacht ein. Bei älteren Schächten können Undichtigkeiten durch Schädigung der Schachtausmauerung infolge eines schachtnahen Abbaus auftreten. Eine weitere Quelle des Auftretens von Grubenwasser sind Wasserblasen, die beim Abbau angefahren werden. In alten stillgelegten Grubenbauen sammeln sich große Mengen Grubenwasser, das der Bergmann als Standwasser bezeichnet. Standwasser mit freiem Spiegel zur Atmosphäre bildet eine Säule mit nach unten hydrostatisch ansteigendem Druck. Rundum eingeschlossenes Wasser nimmt hingegen mit der Zeit den Druck des auflagernden Gebirges an. Die Mengen an Standwasser in alten geschlossenen Bergwerken sind sehr groß und betragen alleine im Ruhrgebiet weit über 100 Millionen Kubikmeter.

## Probleme durch Grubenwasser
Besonders problematisch war das Eindringen von Wasser beim Abteufen von Schächten. Immer wieder mussten Abteufarbeiten gestundet werden, da die Pumpenkapazitäten nicht ausreichten, um die erheblichen Wassermengen abzuführen. Eindringliches Beispiel ist das Abteufen des Schachtes Rheinpreußen 1, das sich über einen Zeitraum von 20 Jahren von 1857 bis 1877 hinzog. Die Abteufarbeiten mussten immer wieder eingestellt werden, da die damals technisch verfügbaren Pumpen die Wassermengen nicht abführen konnten. Erst das im ersten Jahrzehnt des 20. Jahrhunderts entwickelte Gefrierschachtverfahren löste die Problematik des Eindringens von Wasser beim Schachtabteufen. Ein weiteres Problem von Grubenwasser ist Standwasser, das sich in großen Hohlräumen sammelt und beim Abbau angefahren werden kann. Durch dieses plötzliche Auftreten großer Wassermengen können ganze Sohlen überflutet werden, und es besteht eine erhebliche Gefahr für die Bergleute. Das Grubenunglück von Lassing im Jahr 1998 wurde durch solch einen Wassereinbruch verursacht.

## Nutzung
Die Nutzung des Grubenwassers hängt in der Regel davon ab, welche Zusatzstoffe das Wasser enthält. Verunreinigte Grubenwässer, insbesondere solche mit hohem Kochsalzgehalt, sind für viele betriebliche Prozesse unbrauchbar. Während das Grubenwasser früher vielfältig (Salzgewinnung, Rohstoffgewinnung durch Ausfällen, Brauchwasser) genutzt wurde, ist das heute kaum noch üblich. Beim Leibniz-Institut für Neue Materialien startete im November 2020 das auf zwei Jahre angesetzte Forschungsprojekt MERLIN (mining water lithium extraction), mit dem die Gewinnung von Lithium aus Grubenwasser von stillgelegten Steinkohlenbergwerken getestet werden soll.

### Wärmenutzung
Für die Nutzung der thermalen Energie ist das Grubenwasser von offengelassenen und gefluteten Bergwerken gut geeignet. Das Grubenwasser wird auf aufgrund des gelockerten Gebirges gut erwärmt und erreicht, je nach Teufe, Temperaturen zwischen 20 und 30 °C. Diese Wärme lässt sich gut für Heizzwecke nutzen. Allerdings sind aufgrund der nur mäßigen Temperaturen zur Wärmenutzung des Grubenwassers Wärmepumpenheizungen erforderlich. Die Nutzung der Wärmeenergie des Grubenwassers wurde bereits in mehreren Projekten z. B. in Ehrenfriedersdorf (Sachsen) und in Heerlen/NL erfolgreich getestet. In Heerlen dient das Grubenwasser dabei der Speisung eines kalten Nahwärmenetzes. Für die Nutzung müssen bestimmte genehmigungsrechtliche Aspekte berücksichtigt werden. Zur Gewinnung der Erdwärme gibt es im Wesentlichen zwei Verfahren: das Dubletten- und das Einzelsondensystem. Mit dem Dublettensystem kann eine größere Energiemenge kontinuierlich gewonnen werden, das Einzelsondensystem ist kostengünstiger.

### Brauchwassernutzung
Das in Braunkohlentagebauen anfallende Sümpfungswasser wird, je nach Verschmutzungsgrad, oft als Brauchwasser genutzt. Dafür wird es, falls erforderlich, geklärt und anschließend zu den Industriebetrieben gepumpt. Da sich Braunkohlenkraftwerke in der Regel in unmittelbarer Nachbarschaft der Tagebaue befinden, wird ein großer Teil des Wassers als Kühlwasser im Kraftwerksbetrieb eingesetzt. Allerdings darf der Sulfatgehalt des Wassers nicht über 300 Milligramm pro Liter liegen. Außerdem wird das Sümpfungswasser entweder direkt oder nach entsprechender Filterung auch als Trink- oder Brauchwasser für die Bergbaubetriebe genutzt. Ein erheblicher Teil des Wassers wird für wasserwirtschaftliche Ausgleichsmaßnahmen genutzt. Aber auch saure Grubenwässer lassen sich durch spezielle Wasseraufbereitungsverfahren zu gutem Brauchwasser aufbereiten. Dies ist insbesondere in wasserarmen Gegenden für den Bergbau von Nutzen.

### Trinkwassernutzung
Wenn das Grubenwasser keine besonderen Verschmutzungen aufweist, lässt es sich zu Trinkwasser aufbereiten. Das wurde bereits in der Mitte des 20. Jahrhunderts in mehreren Ortschaften im Siegerland durchgeführt. Dort wurde das Grubenwasser der stillgelegten Eisensteingrube Pützhorn gefiltert und zur Trinkwassernutzung verwendet. Unter bestimmten Voraussetzungen, wenn es den Vorgaben der Trinkwasserverordnung entspricht oder wenn es entsprechend gereinigt wurde, kann das beim Braunkohlentagebau abgepumpte Sümpfungswasser als Rohwasser für die Trinkwasseraufbereitung verwendet werden.

## Umweltauswirkungen
Grubenwässer werden nach ihrer Hebung in der Regel ungefiltert in den nächsten Vorfluter abgeleitet. Je nach Zusammensetzung des Grubenwassers kann dadurch der Chemismus der Oberflächengewässer gestört werden und es können nachhaltige Störungen für die Umwelt entstehen. Stark alkalische Grubenwässer sind dabei nicht so umweltbelastend wie saure Grubenwässer. Wird durch saures Grubenwasser der pH-Wert des Oberflächenwassers gesenkt, nimmt die Löslichkeit von Metallen wie Eisen oder Mangan zu. Durch die größere Bioverfügbarkeit von Metallen und Metalloiden kommt es zu deren Anreicherung in Algen und Pflanzen und somit in der gesamten Nahrungskette. Das kann bei Überschreiten bestimmter Toxizitätsgrenzen zum Tod durch Ersticken von Wasserlebewesen führen. Problematisch können dabei Wasserausbrüche aus Grubengebäuden werden. Diese können durch Standwasserbildungen oder durch eindringendes Oberflächenwasser bei Extremereignissen wie Hochwasser entstehen. Dadurch kann es zu massiven Sedimentumlagerungen aus den Grubenbauen kommen. Durch diese Ereignisse kommt es zwar aufgrund der großen Wassermengen zur Verdünnung der Schadstoffe, punktuell kann es wiederum zu einer Erhöhung der Metall- und Metalloidkonzentrationen führen. Durch das Einleiten von radiumhaltigen Grubenwässern kommt es zu Radiumanreicherungen in den Flüssen. Im Altrheingebiet konnten Radiumanreicherungen festgestellt werden, die auf Einleitungen von radiumhaltigen Grubenwässern zurückzuführen sind. Allerdings lagen die Aktivitätskonzentrationen vielfach unter der Nachweisgrenze.

## Sonstige Auswirkungen
Wenn Bergwerke aufgegeben werden, wird in der Regel die Wasserhaltung außer Betrieb genommen. Das führt dazu, dass im Laufe der Zeit der Wasserspiegel bis auf sein natürliches Niveau ansteigt. Wenn das Grubenwasser die Grubenbaue flutet, kann es, bedingt durch die Auflösung leicht löslicher Salze, zu einem raschen Anstieg der Schadstoffkonzentration im Grubenwasser kommen. Das ansteigende Wasser kann sich negativ auf die Verfüllsäule der abgeworfenen Schächte auswirken. Im Extremfall rutscht die Verfüllsäule ab und es kommt zu einem Schachtverbruch. Außerdem kann das ansteigende Grubenwasser die Betonpfropfen der verwahrten Schächte anheben. Geländeteile, die tiefer als die Wasseraustrittsstellen des Grubenwassers liegen, können überflutet werden. Bei vielen Bergwerken ist das Grubenwasser stark salzhaltig. Tritt nun dieses Grubenwasser beim Ansteigen in die grundwasserführenden Schichten ein, die als Trinkwasser genutzt werden, so kann das Süßwasser durch den vorhandenen Chloridgehalt des Grubenwassers chemisch beeinträchtigt werden. Durch den starken Anstieg des Grubenwassers kann es zu Hebungen des Bodens kommen, dadurch können Hebungsschäden an Bauwerken entstehen. Der Anstieg des Grubenwassers bewirkt auch einen Anstieg des Grundwasserspiegels, das kann in den betroffenen Regionen zu Vernässungen von Gebäudefundamenten und Kellern führen, mit entsprechenden Feuchtigkeitsschäden.

## Sümpfungswasser
Im Tagebau muss im Vorfeld, vor Abbaubeginn, das in der Lagerstätte vorhandene Wasser abgepumpt werden. Dieses abgepumpte Wasser wird im Tagebau als Sümpfungswasser bezeichnet. Das Wasser kann, je nach Region, mit unterschiedlichen Stoffen belastet sein. Im Gegensatz zum untertägig gesammelten Grubenwasser kommt Sümpfungswasser während der Ableitung aus der Lagerstätte jedoch nicht mit der Umgebungsluft in Kontakt. Durch das kontinuierliche Abpumpen des Wassers wird der Grundwasserspiegel abgesenkt. Nach dem Abpumpen aus der Lagerstätte wird das Sümpfungswasser in der Regel in ein Oberflächengewässer abgeleitet. Die Mengen des abgepumpten Sümpfungswassers sind, je nach Lagerstätte, unterschiedlich groß. Sie liegen beispielsweise im gesamten deutschen Braunkohlenbergbau zwischen 570 Millionen und 1,4 Milliarden Kubikmetern. Diese Mengen können zeitweise zu gravierenden Veränderungen im Abflussregime der Fließgewässer führen. Andererseits kann die Einleitung von Sümpfungswasser in Fließgewässer, insbesondere in trockenen Sommermonaten, dazu führen, dass der Gewässerdurchfluss in dem betroffenen Fließgewässer gewährleistet bleibt.

## Reinigung
Für die Reinigung von Grubenwasser gibt es mehrere Verfahren, die jeweils auf die einzelnen Wasser verunreinigenden Stoffe abgestimmt sind. Grundsätzlich unterscheidet man zwischen der passiven und der aktiven Grubenwasserreinigung. Bei der passiven Grubenwasserreinigung wird ausschließlich natürliche Energie wie z. B. Sonnenenergie oder Bioenergie zur Verbesserung der Qualität des Grubenwassers eingesetzt. Bei der aktiven Grubenwasserreinigung wird die Wasserqualität des Grubenwassers durch die kontinuierliche Verwendung von chemischen Reagenzien und den dauerhaften Einsatz von Energie verbessert. Es gibt auch kombinierte Anlagen, bei denen nach der aktiven Grubenwasserreinigung eine passive Anlage nachgeschaltet ist, oder Anlagenkombinationen, bei denen auf eine passiven Anlage die aktive Anlage folgt. Welche Verfahren angewandt werden, ist in erster Linie davon abhängig, welche Verunreinigungen im Grubenwasser enthalten sind. Einen ebenfalls erheblichen Faktor stellen die Kosten für das jeweilige Reinigungsverfahren dar. So sind insbesondere bei den aktiven Verfahren die Kosten oftmals sehr hoch, sodass nach Möglichkeit passive Verfahren zur erforderlichen Reinigung angewendet werden. Wird Wasser in hoher Qualität benötigt und ist nicht genügend Trinkwasser zur Verfügung, spielen die Kosten für die Wasseraufbereitung des Grubenwassers jedoch nur eine untergeordnete Rolle. Als Verfahren für die aktive Grubenwasserreinigung eignen sich, je nach Verunreinigung des Wassers, die Sulfatreduktion, die Bioentsalzung, der Ionenaustausch und verschiedene Membranverfahren. Als passive Reinigungsverfahren nutzt man, je nach chemischer Zusammensetzung des Grubenwassers, anoxische Karbonatkanäle, offene Karbonatkanäle, aerobe Feuchtgebiete, anaerobe Feuchtgebiete und reaktive Barrieren.